# استودیوهای پولار

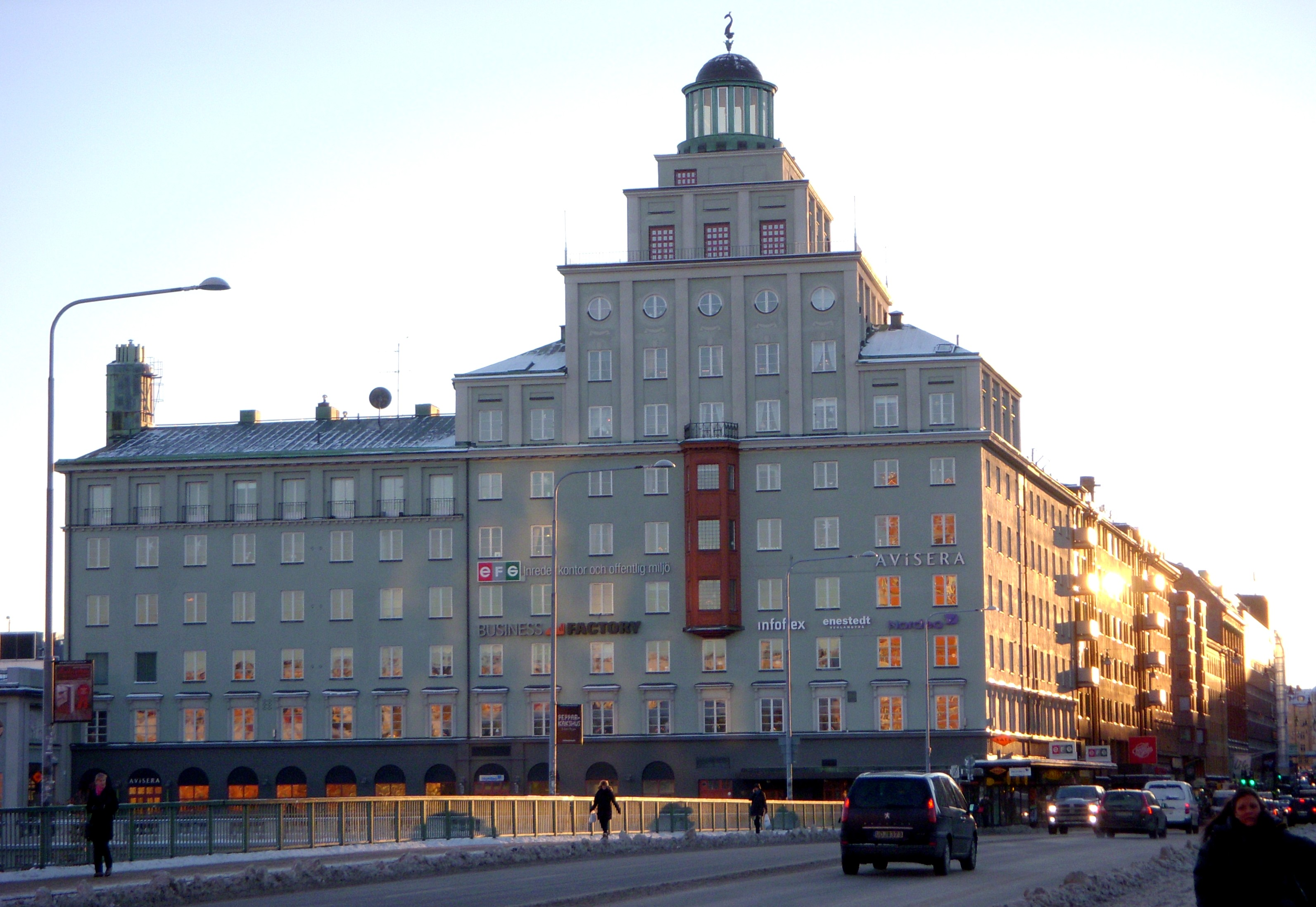
نمای ساختمان در سال ۲۰۱۰

استودیوهای پولار (انگلیسی: Polar Studios) یک استودیوی ضبط صدا و موسیقی در استکهلم سوئد بود که مابین سال‌های ۱۹۷۸ تا ۲۰۰۴ فعالیت داشت. این استودیو را اعضای گروه آبا بنی آندِشون و بیورن اولویوس به همراه مدیر و مالک پولار میوزیک استیگ آندِشون در طبقهٔ هم‌سطح با خیابان در یک مجموعه‌سالن سینمای بدون استفاده و متروکه بنیان نهادند. آلبوم‌های آیا می‌خواهی و دیدارکنندگان و دو تک‌آهنگ «روز پیش از آشنایی با تو» و «تحت حمله» در این استودیو ضبط شد.
همچنین آلبوم از طریق درب خروجی لد زپلین و آلبوم دوک جنسیس هر دو در این استودیو ضبط شدند. از هنرمندان یا گروه‌های موسیقی دیگری که برای ضبط برخی آثار خود به این استودیوها رفته‌اند، می‌توان به فیل کالینز، از طریق درب خروجی، رامونز، رمشتاین، راکسی میوزیک، جنسیس، بکستریت بویز، بیستی بویز، بلیندا کارلایل، برت بکراک، سلین دیون، راکست، آنگنیه‌تا فلتسکوگ و آنی-فرید لینگستاد اشاره کرد.
نمونه‌ای کوچک از این استودیو را دز سال ۲۰۱۰ در موزه آبا بازسازی کردند.